# معاون نخست‌وزیر روسیه
معاون نخست وزیر روسیه مقامی در دولت روسیه است.
بر اساس فصل ششم قانون اساسی روسیه: دولت فدراسیون روسیه شامل نخست‌وزیر روسیه، «معاون نخست‌وزیر روسیه» و وزیران فدرال فدراسیون روسیه می‌شود.